# Базки (Волгоградская область)
Базки — хутор в Серафимовичском районе Волгоградской области России. Входит в состав Бобровского сельского поселения.

## История
Во время Великой Отечественной войны у хутора Базковский происходили интенсивные бои. 63-я стрелковая дивизия в оборонительных боях в районе хутора Базковский в течение 31 июля 1942 года за счёт умело организованного артиллерийского огня отразила несколько атак пехоты и танков противника, уничтожив до 2000 вражеских солдат и офицеров, 3 миномётные батареи, 30 орудий и 10 пулемётов.
24 декабря 2004 года в соответствии с Законом Волгоградской области № 979-ОД хутор вошёл в состав Бобровского сельского поселения.

## География
Хутор расположен на западе региона и находится на р. Белая Немуха.
Улицы
- ул. Виноградная
- ул. Дорожная
- ул. Зелёная
- ул. Кооперативная
- ул. Короткая
- ул. Мирная
- ул. Прохладная

## Население
| 2010 |
| ---- |
| 280  |

## Инфраструктура
Личное подсобное хозяйство.

## Транспорт
Проходит автодорога межмуниципального значения «Лог — Новогригорьевская — Клетская — Распопинская — Серафимович» (идентификационный номер 18 ОП РЗ 18К-23).